# 120 китайских мучеников

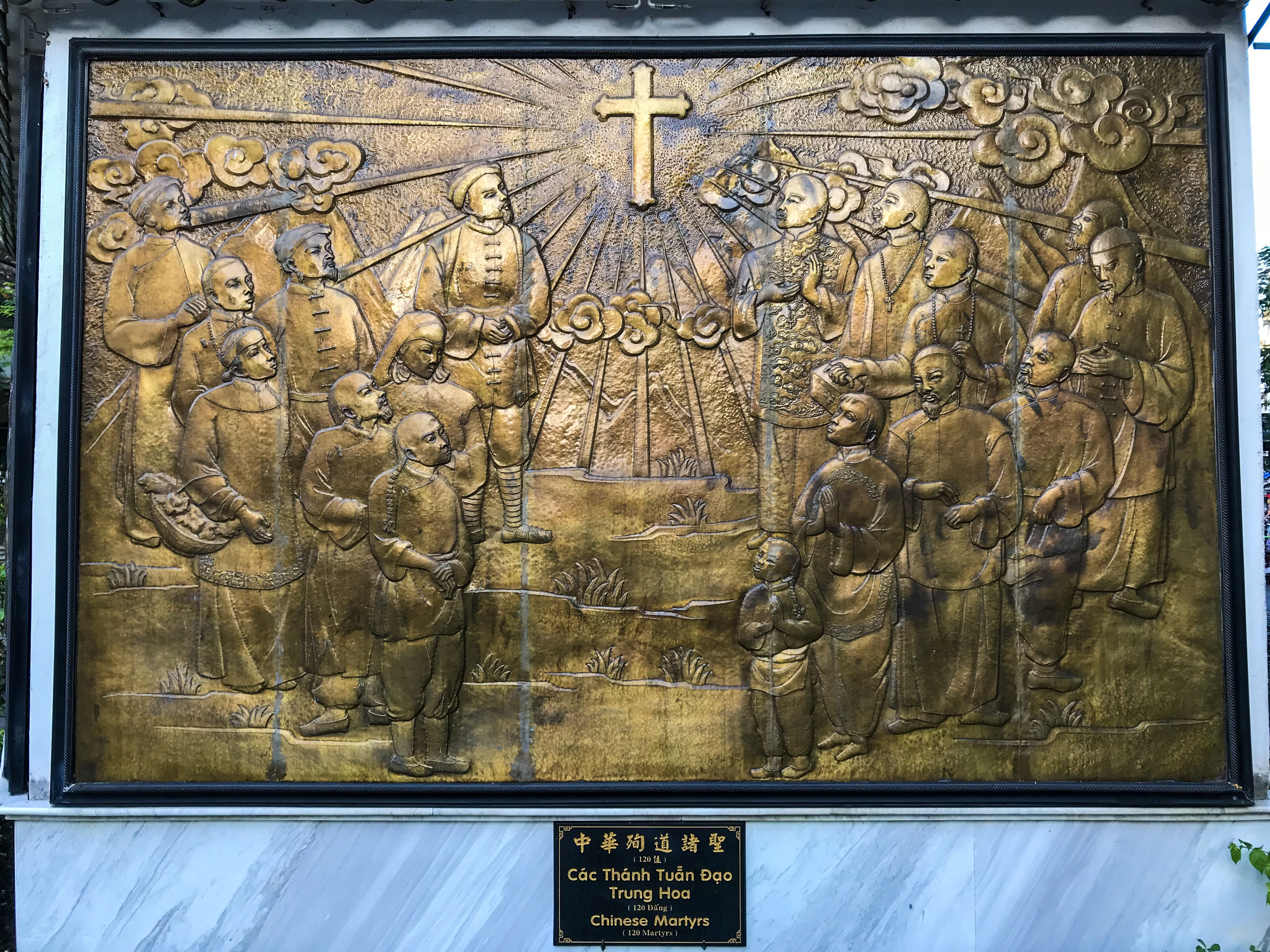
Мемориальная табличка в честь 120-ти китайских мучеников, Церковь Святого Франциска Ксаверия, Хошимин.

120 китайских мучеников  — группа святых Римско-католической церкви, канонизированных 1 октября 2000 года Римским папой Иоанном Павлом II. В разные периоды истории Китая были несколько жестоких гонений христиан. Жертвами преследований были европейские миссионеры и христиане китайского происхождения.
День памяти в Римско-католической церкви — 9 июля.

## История
Первым китайским мучеником стал доминиканец Франциск де Капильяс, принявшим мученическую смерть в 1648 году. В первой половине XVIII века пять испанских миссионеров приняли мученическую смерть в 1715—1747 годах. В 1736 году после смерти императора Канси в Китае был издан закон, запрещавший проповедь и исповедание христианства. Последнее преследование христиан состоялось во время Ихэтуаньского восстания на рубеже XIX—XX веков. За время этого восстания погибло около 30 тысяч христиан.
Китайские мученики были беатифицированы в различное время:
- 14 мая 1893 г. — пять доминиканцев, беатифицированных Римским папой Львом XIII;
- 27 мая 1900 г. — 13 человек (Августин, Шапделен и сподвижники), беатифицированных Римским папой Львом XIII;
- 2 мая 1909 г. — 14 человек (Франциск де Капильяс и сподвижники), беатифицированных Римским папой Пием X;
- 24 ноября 1946 г. — 29 человек (Григорий Мария Грасси и сподвижники), беатифицированных Римским папой Пием XII;
- 18 февраля 1951 г. — Альберико Крешителли, беатифицированный Римским папой Пием XII;
- 17 апреля 1955 г. — 56 человек (Леон Манген и сподвижники), беатифицированных Римским папой Пием XII;
- 15 мая 1983 г. — салезианцы Луиджи Версилья и Калликст Караварио, беатифицированных Римским папой Иоанном Павлом II.

## Список 120 китайских мучеников

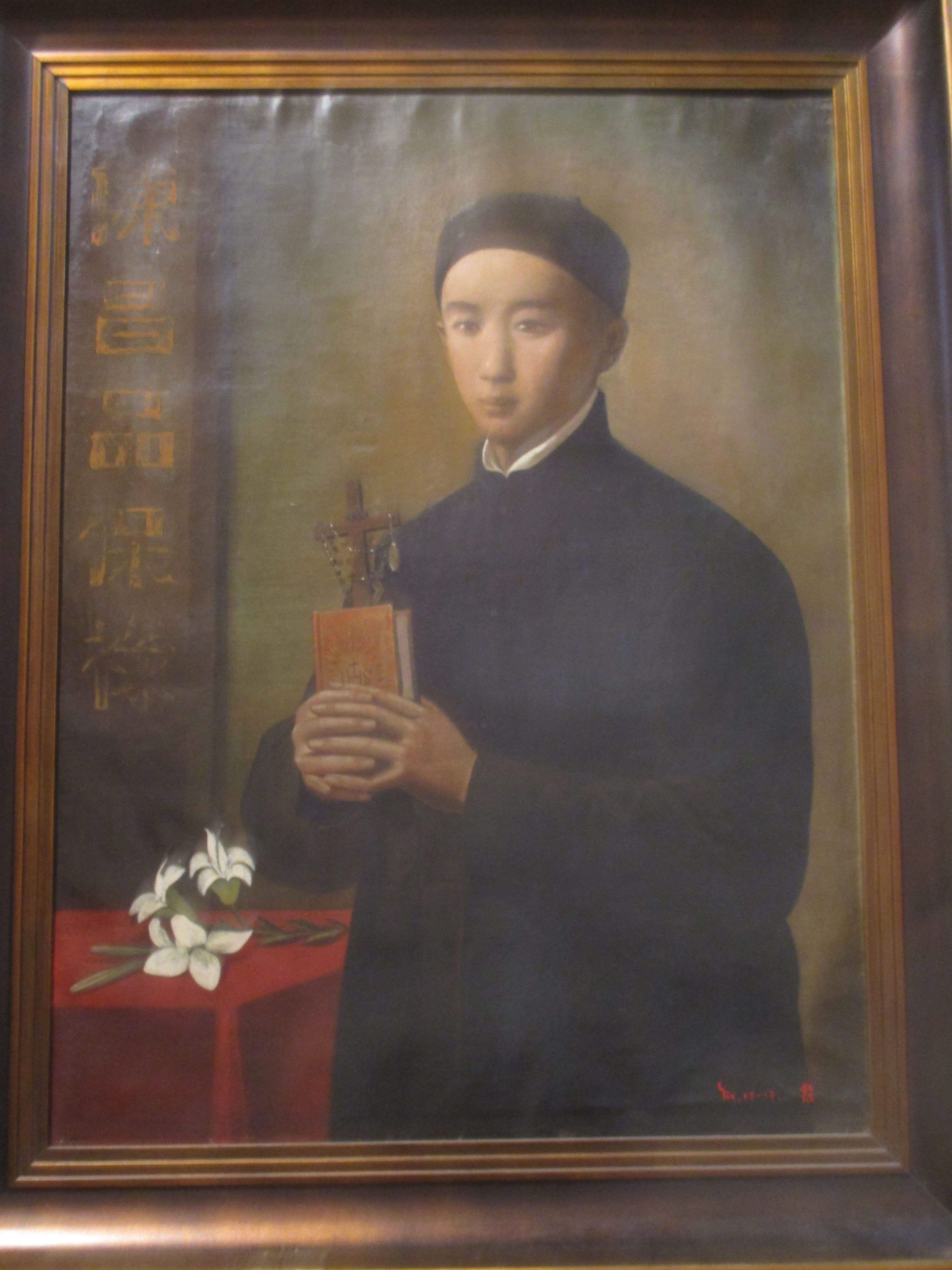
Святой Пол Чен

### Европейские миссионеры

#### Доминиканцы
| - св. Алькобер, Иоанн - св. Диас, Франсис - св. Капильяс, Франциск Фернандес де | - св. Ройо Перес, Иоахим - св. Санс-и-Йорда, Петр - св. Серрано, Франциск |

#### Францисканцы
| - св. Бала, Теодорик - св. Бауэр, Андрей - св. Гамбаро, Джузеппе Мария - св. Грасси, Григорий Мария - св. Джакомантонио, Чезидио | - св. Лантруа, Франциск Мария - св. Фоголла, Франциск - св. Факкини, Элиас - св. Фантозати, Антонино |

#### Парижское Общество Заграничных Миссий
- св. Дюфресс, Жан Габриэль Турин
- св. Нээль, Жан Пьер
- св. Шапделен, Августин

#### Иезуиты
- св. Андлауэр, Модест
- св. Денн, Павел
- св. Изоре, Ремигий
- св. Манген, Леон Игнатий

#### Салезианцы
- св. Версилья, Луиджи
- св. Караварио, Калликст

#### Францисканки Миссионерки Марии
| - св. Мария Адольфина - св. Мария Амандина - св. Мария Божьего Рождества - св. Мария Гермина Иисуса | - св. Мария Клара - св. Мария Мира - св. Мария святого Иустина |

#### Другие
- св. Франсуа Кле
- св. Крешителли, Альберико

### Мученики китайского происхождения

#### Священники
- св. Лю Жуйтин, Фаддей
- св. Лю Ханьцзо, Павел
- св. Чжао Жун, Августин
- св. Юань Цзайдэ, Иосиф

#### Семинаристы
| - св. Ван Жуй, Иоанн - св. Дун Боди, Патрик - св. Чжан Вэньлань, Иосиф - св. Чэнь Чанпин, Павел | - св. Чжан Чжихэ, Филипп - св. Чжан Хуан, Иоанн - св. Чжан Цзингуан, Иоанн |

#### Катехизаторы
| - св. Ван Бин, Лаврентий - св. И Чжэньмэй, Люция - св. Линь Чжао, Агата - св. Лу Тинмэй, Иероним - св. Лю Вэньюань, Петр - св. У Сюэшэн, Мартин | - св. У Гоушэн, Петр - св. Чжан Дапэн, Иосиф - св. Чжан Тяньчэнь, Иоанн - св. Чэнь Сянхэн, Иоанн - св. Цао Гуйян, Агния - св. Хао Кайчжи, Иоахим |

#### Миряне
| - св. Ань Го, Мария - св. Ань Линхуа, Мария - св. Ань Синь, Анна - св. Ань Цзяо, Анна - св. Ван, Анна - св. Ван Ван, Люция - св. Ван Гуйсинь, Иоанн - св. Ван Гуйцзюй, Иосиф - св. Ван Ло Маньдэ, Марта - св. Ван Тяньцин, Андрей - св. Ван Цзолун, Петр - св. Ван Чэн, Люция - св. Ван Эрмань, Петр - св. Ван Юймэй, Иосиф - св. Бай Сяомань, Лаврентий - св. Го Ли, Мария - св. Гэ Тинчжу, Павел - св. Ду Тянь, Мария - св. Ду Чжао, Мария - св. Ду Фэнцзюй, Магдалена - св. Лан Фу, Павел - св. Лан Ян | - св. Ли Ван, Мария - св. Ли Цюаньчжэнь, Раймунд - св. Ли Цюаньхуэй, Петр - св. Ло Тининь, Иоанн Батист - св. Лю Цзиньдэ, Павел - св. Лю Цзэюй, Пётр - св. Май Тайшунь, Иосиф - св. У Аньбан, Пётр - св. У Аньцзюй, Павел - св. У Ваньшу, Павел - св. У Вэньинь, Иоанн - св. У Маньтан, Иоанн Батист - св. У Чжу, Мария - св. Фань Кунь, Мария - св. Фань Хуэй, Роза - св. Фу Гуйлинь, Мария - св. Фэн Дэ, Матвей - св. Хэ Чжан, Тереза - св. Цзи Тяньсянь, Марк - св. Ци Юй, Мария - св. Цинь Бянь, Елизавета - св. Цинь Чуньфу, Симон | - св. Цуй Лянь, Барбара - св. Чжан Баньню, Петр - св. Чжан Жун, Франциск - св. Чжан Хуайлу - св. Чжао Цюаньсинь, Иаков - св. Чжао, Мария - св. Чжао, Роза - св. Чжао Го, Мария - св. Чжао Минси, Иоанн Батист - св. Чжао Минчжэнь, Петр - св. Чжу Жисинь, Петр - св. Чжу Ужуй, Иоанн Батист - св. Чжэн Сюй, Мария - св. Чи Чжуцзэ - св. Чэнь Айцзе, Роза - св. Чэнь Симань, Симон - св. Чэнь Цзиньцзе, Тереза - св. Шэнь Цзихэ, Фома - св. Юань Гэнинь, Иосиф - св. Янь Годун, Иаков |